# Gauche révolutionnaire (1935-1938)
La Gauche révolutionnaire, GR, (cuya traducción en español podría ser «izquierda revolucionaria» o se podría nombrar también como «Revolucionaria de Izquierda») fue una tendencia de opinión dada entre 1935 y 1938 dentro de la Sección Francesa de la Internacional Obrera (SFIO, parti socialiste).
Fue fundada en 1935 por los sectores más izquierdistas de la SFIO, agrupados en torno a Marceau Pivert. La Gauche révolutionnaire contó con mayoría de soporte en la federación del departamento francés de Sena, la más importante del partido. La corriente, cada vez más opuesta a la política de la dirección del partido, finalmente se escindió en junio de 1938 y la mayoría de sus miembros fundaron el Partido Socialista Obrero y Campesino (PSOP).
La Gauche révolutionnaire editó un boletín con el mismo nombre, destinado a los miembros de la SFIO, y varias publicaciones de actualidad: Masses, Le Drapeau rouge (presentado como "organe du socialisme révolutionnaire") y Les Cahiers rouges.